# Nothing to Do with the Dog
Nothing to Do with the Dog è l'undicesimo singolo del duo musicale italiano Krisma, pubblicato nel 1983 come primo estratto dal loro quinto album Fido.

## Tracce
7" Franton (Italia)
1. Nothing to Do with the Dog – 3:44
2. Find a Friend – 3:58

Durata totale: 7:42
12" Franton (Italia)
1. Nothing to Do with the Dog – 5:12
2. Find a Friend – 3:58
3. Carefully – 4:44

Durata totale: 13:54
7" Atlantic (Benelux)
1. Nothing to Do with the Dog – 3:40
2. Find a Friend – 3:50

Durata totale: 7:30
7" promo Atlantic (USA)
1. Nothing to Do with the Dog – 3:40
2. Nothing to Do with the Dog – 3:40

Durata totale: 7:20
12" promo Atlantic (USA)
1. Nothing to Do with the Dog (LP Version) (Vocal) – 3:40
2. Nothing to Do with the Dog (Dub Version) (Instrumental) – 5:11

Durata totale: 8:51
7" Big Time Phonograph Recording Co. (Australia)
1. Nothing to Do with the Dog – 3:40
2. Heroes of the Sea – 5:38

Durata totale: 9:18

## Formazione
- Christina Moser
- Maurizio Arcieri